# Red Temple Spirits
I Red Temple Spirits sono un gruppo musicale statunitense, attivo principalmente verso la fine degli anni '80, creatori, secondo alcuni critici, di una nuova musica mistica, all'incrocio tra gothic rock e musica psichedelica..

## Storia
Il gruppo si è formato nel 1987. La line-up iniziale è formata da William Faircloth (voce), Dallas Taylor (chitarra), Dino Paredes (basso) e Thomas Pierik (batteria). Faircloth (inglese d'origine) ha già lavorato con il trio Ministry of Love; Paredes veniva da un'esperienza con Kelly Wheeler (Psi Com), mentre Pierik e Taylor erano reduci dai The Web.
Il nome del gruppo è ispirato alla canzone di Roky Erickson Two Headed Dog (Red Temple Prayer). Oltre a Erickson, altre influenze musicali "assorbite" dal gruppo sono The Cure, Savage Republic e Pink Floyd.
Tra il 1988 e il 1989 il gruppo pubblica due album: il doppio-LP Dancing to Restore an Eclipsed Moon e If Tomorrow I Were Leaving for Lhasa, I Wouldn't Stay a Minute More..., entrambi pubblicati dalla label Nate Starkman & Son (distribuzione Fundamental Records).
Poco dopo, per la Independent Project Records, pubblicano il singolo New Land/Exodus from Lhasa.
Con il nuovo batterista Scott McPherson, la band intraprende un tour nel 1990.
Nel 1992 il gruppo si scioglie.
Nel post-Red Temple Spirits, Faircloth a Taylor registrano a Sedona (Arizona) l'album The Alien Host (1996) sotto il nome Invisible Opera Company of Tibet. Paredes diventa collaboratore di numerose etichette discografiche, fino a diventare vicepresidente della A&R.
I Red Temple Spirits si riuniscono nel 2007 nelle Hawaii come trio (Faircloth, Taylor e Pierik). Ristampano i primi due album per la Independent Project Records.

## Formazione

### Formazione attuale
- Dallas Taylor - chitarra
- William Faircloth - voce
- Thomas Pierik - batteria

### Ex componenti
- Scott McPearson - percussioni
- Dino Paredes - basso
- Alex Koffler

## Discografia
- Dancing To Restore An Eclipsed Moon, Fundamental, 1988
- If Tomorrow I Were Leaving For Lhasa, I Wouldn't Stay A Minute More..., Fundamental, 1989
- New Land (7"), Independent Project Records, 1989